# Goniolimon besserianum
Goniolimon besserianum är en triftväxtart som först beskrevs av Schult. och Heinrich Gottlieb Ludwig Reichenbach, och fick sitt nu gällande namn av Kusn. Goniolimon besserianum ingår i släktet Goniolimon och familjen triftväxter. Inga underarter finns listade i Catalogue of Life.